# Kanton Lunéville-2
Lunéville-2 is een kanton van het Franse departement Meurthe-et-Moselle. De gemeente telde 33.969 inwoners op 1 januari 2022.

## Geschiedenis
Het kanton werd gevormd ingevolge het decreet van 26 februari 2014 met uitwerking op 22 maart 2015.
Op 1 januari 2023 werden de grenzen van de arrondissementen in het departement aangepast waardoor de gemeenten Ferrières, Rosières-aux-Salines, Saffais en Tonnoy alsnog overgingen van het arrondissement Nancy naar het arrondissement Lunéville.

## Gemeenten
Het kanton omvat volgende gemeenten:
- Barbonville
- Bayon
- Blainville-sur-l'Eau
- Borville
- Brémoncourt
- Chanteheux
- Charmois
- Clayeures
- Damelevières
- Domptail-en-l'Air
- Einvaux
- Essey-la-Côte
- Ferrières
- Fraimbois
- Franconville
- Froville
- Gerbéviller
- Giriviller
- Haigneville
- Haudonville
- Haussonville
- Hériménil
- Lamath
- Landécourt
- Lorey
- Loromontzey
- Lunéville (hoofdplaats) (zuidelijk deel)
- Magnières
- Mattexey
- Méhoncourt
- Moncel-lès-Lunéville
- Mont-sur-Meurthe
- Moriviller
- Moyen
- Rehainviller
- Remenoville
- Romain
- Rosières-aux-Salines
- Rozelieures
- Saffais
- Saint-Boingt
- Saint-Germain
- Saint-Mard
- Saint-Rémy-aux-Bois
- Seranville
- Tonnoy
- Vallois
- Vathiménil
- Velle-sur-Moselle
- Vennezey
- Vigneulles
- Villacourt
- Virecourt
- Xermaménil